# 테렉스
테렉스(영어: Terex)는 미합중국의 건설 장비 제조 업체로, 테렉스의 정식 명칭은 테렉스 코퍼레이션(영어: Terex Corporation)으로, 테렉스의 본사는 미합중국 코네티컷주 웨스트포트에 위치해 있다.

## 역사

### 제너럴 모터스
이 회사는 제너럴 모터스의 계열사로 1968년에 당시 미국 법무부의 판결이 내리면서 제너럴 모터스는 4년 동안 미국에서 트럭 제조 및 판매가 불가능해 지면서 유클리드 트럭에 매각했다. 이 회사의 명칭은 라틴어에서 유래했으며 테라(영어: terra)와 렉스(영어: rex)의 합친 말로 이를 번역하면 지구와 왕을 의미한다.

### IBH 홀딩스
한편 제너럴 모터스는 독일의 지주 회사인 IBH 홀딩스 AG(독일어: IBH Holding AG)에 매각했다. 하지만 매각한지 4년 만인 1983년에 파산이 되면서 회사 권한이 다시 제너럴 모터스로 넘어갔다.

### 랜돌프 W. 렌츠
당시 미국의 기업가인 랜돌프 W. 렌츠(영어: Randolph W. Lenz)가 1986년에 제너럴 모터스로부터 회사를 인수했다. 이후 1987년과 1988년에 테렉스 이퀍먼트 리미티드(영어: Terex Equipment Limited)를 인수했다. 이후 테렉스는 노스웨스트 엔지니어링(영어: Northwest Engineering Company) 회사를 합병했다. 1980년대 당시 다트 트럭 컴파니(영어: Dart Truck Company)의 산하였던 기중기와 굴착기 제삭 회사였던 쾨링(영어: Koehring)을 인수한데 이어 렌츠의 모든 자산을 인수하면서 현재에 이르게 되었다.

## 인수 및 판매
1999년 테렉스는 북아일랜드의 기업이자 북아일랜드 은행 그룹의 자회사인 파워 스크린 PLC 영어: Powerscreen PLC를 인수했다. 이들 기업은 몇 개의 기업이 있었는데 파워 스크린 인터내셔널 영어: Powerscreen International)를 비롯해, 핀라이 히드라 스크린스(영어: Finlay Hydrascreens), 모펫 마운티(영어: Moffet Mountie, BL 페그슨(영어: MBL Pegson)이 있었다.
파워 스크린과 새롭게 이름을 개명한 테렉스 핀라이(영어: Terex Finlay produce)는 모바일 크러쉬 , 스크린, 세정과 재활용 장비를 제작하고 있었다. 이 기업의 제품은 건설, 채석, 광산, 매립 골재 표토, 퇴비와 목재칩, 아스팔트, 바위 파쇄 재활용의 산업에서 사용되고 있다.
테렉스의 인수 전략에 의해 이 회사는 50개 이상의 서로 다른 브랜드를 소유하고 있다. 2001년에 CMI 도로건설을 인수해 자회사에 포함시켰다. 오스트레일리아의 암석 분쇄기 기업인 제이퀴즈 주식회사(영어: Jaques Limited도 자회사 였는데 2001년부터 2013년에 매각될 때까지 이 회사의 계열사였다.
테렉스는 2002년에 지니 산업(영어: Genie Industries)을 인수해 경기 침체에 협력했다. 지니 산업은 지니 그룹에 있는 테렉스 안테나 워크 플랫폼(영어: Terex Aerial Work Platforms (AWP))로 알려져 있다.
미국의 기업인 테렉스 컴포레이션(영어: Terex Corporation)이 2003년에 지분 71%를 획득했다. 그러나 2006년 통계에 따르면 블루 리버(영어: Blue River S.R.O.) 매각으로 인한 2620만 달러를 손해를 보았다.
2010년 2월에 테렉스는 뷰사이러스 인터내셔널(영어: Bucyrus International Inc.)을 광산 기계 부문을 매각했다.

## 합작 투자
러시아의 기업인 GAZ 그룹(영어: GAZ Group)은 테렉스와 합작 회사로 운영하고 있다(RM-Terex). 이 회사의 경우 도로 작업, 토목 및 산업 건설, 유틸리티, 광업, 임업, 석유 및 가스의 공업용의 넓은 범위에 참여하고 있다.

## 사진

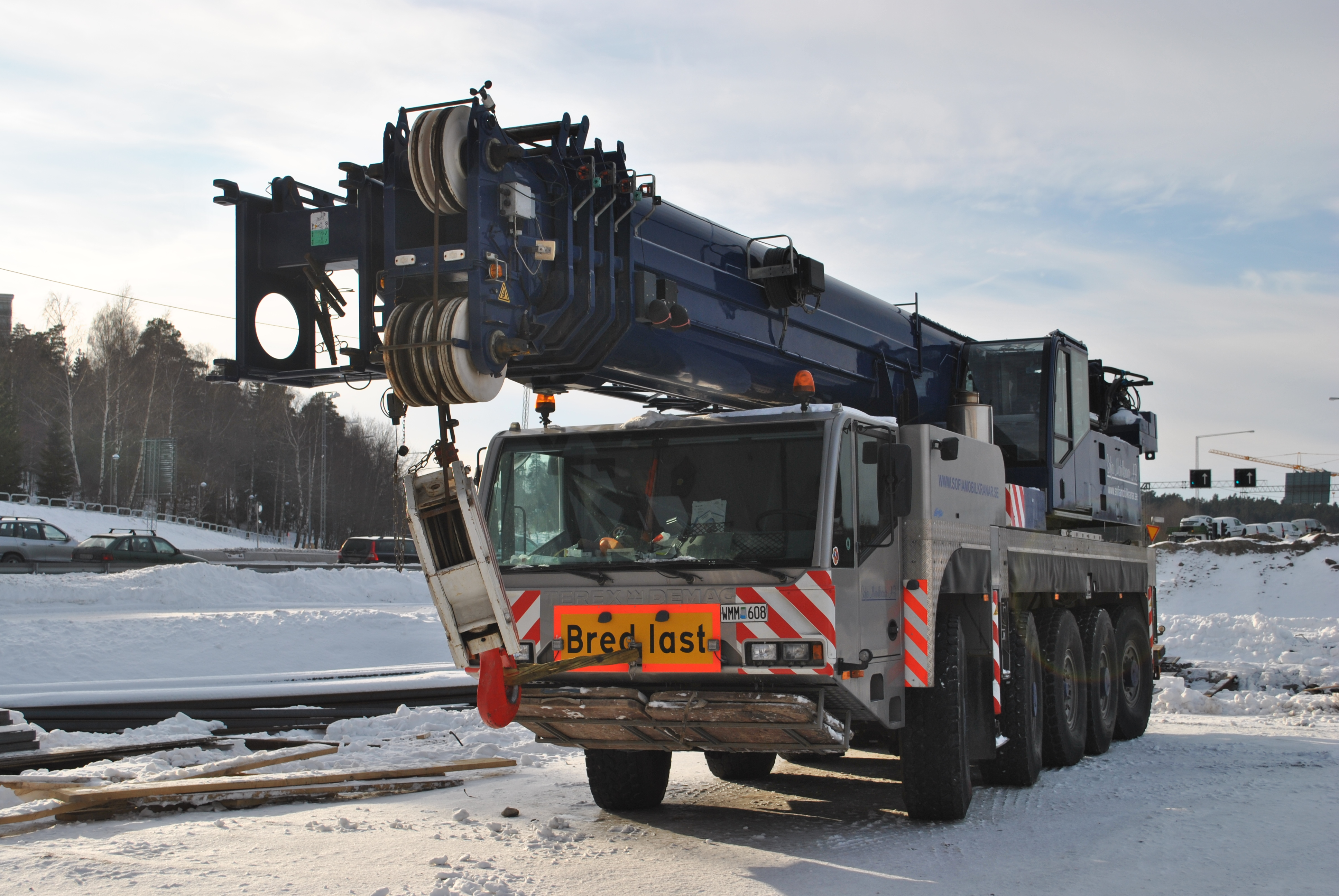
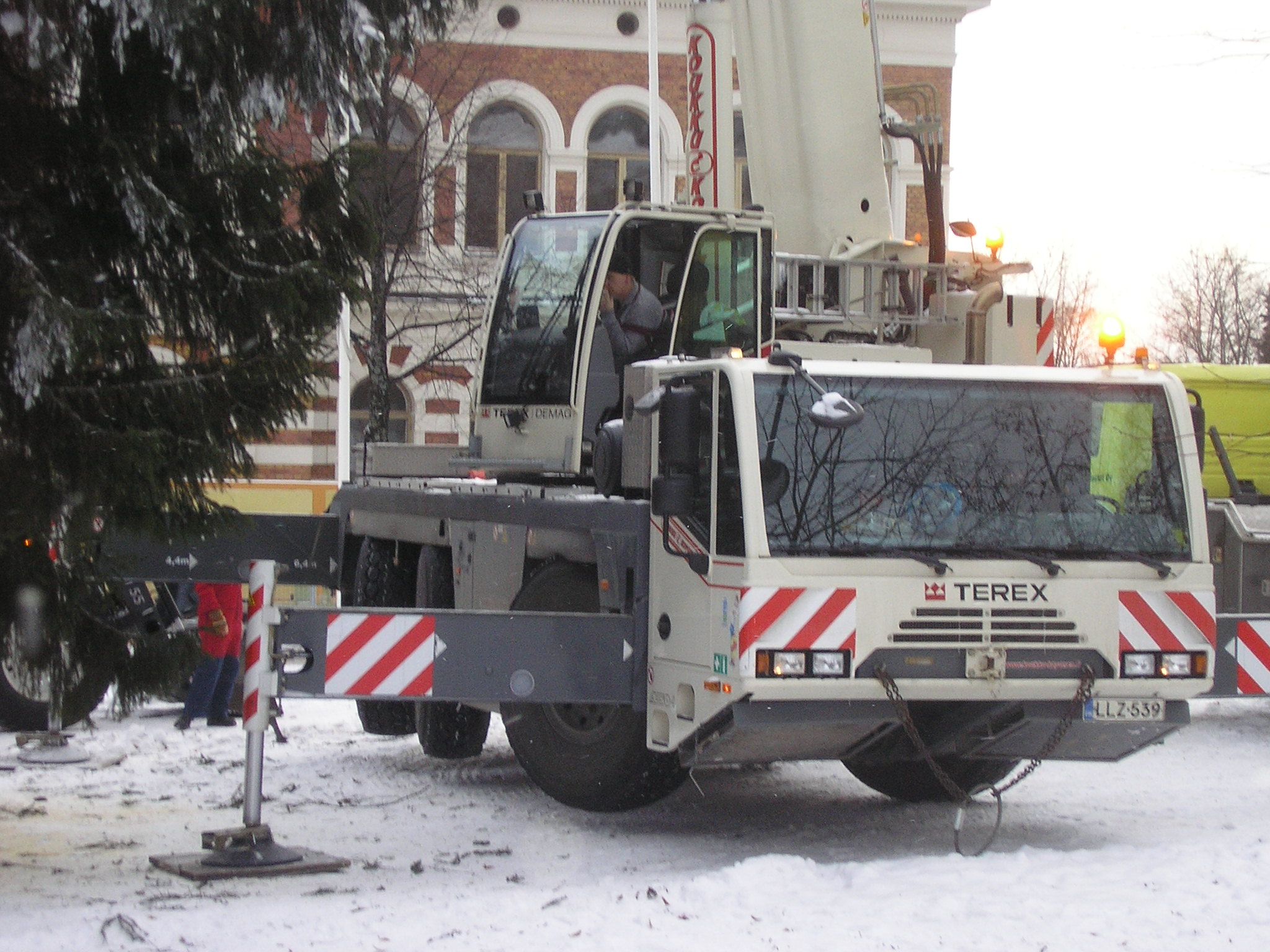
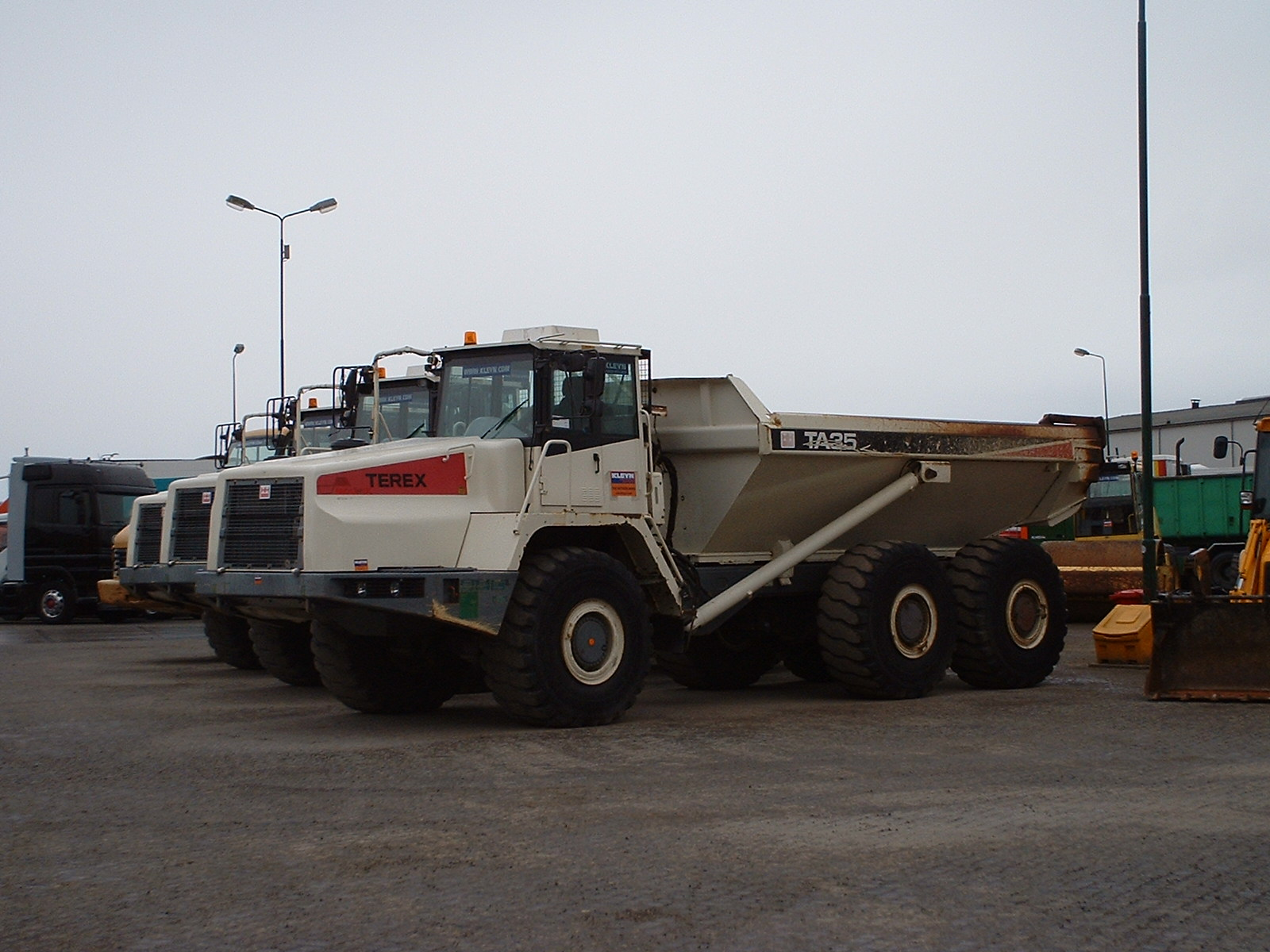
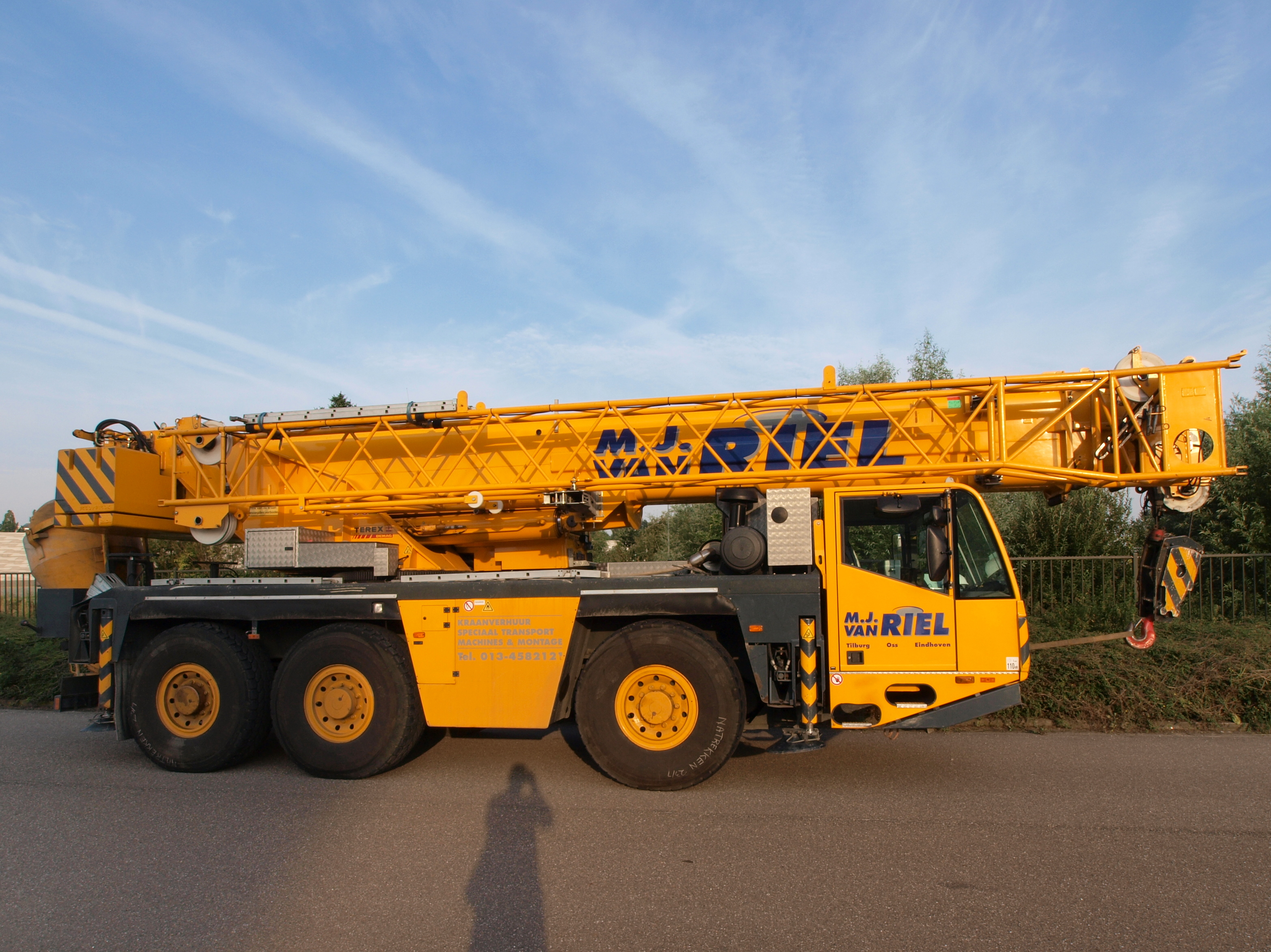
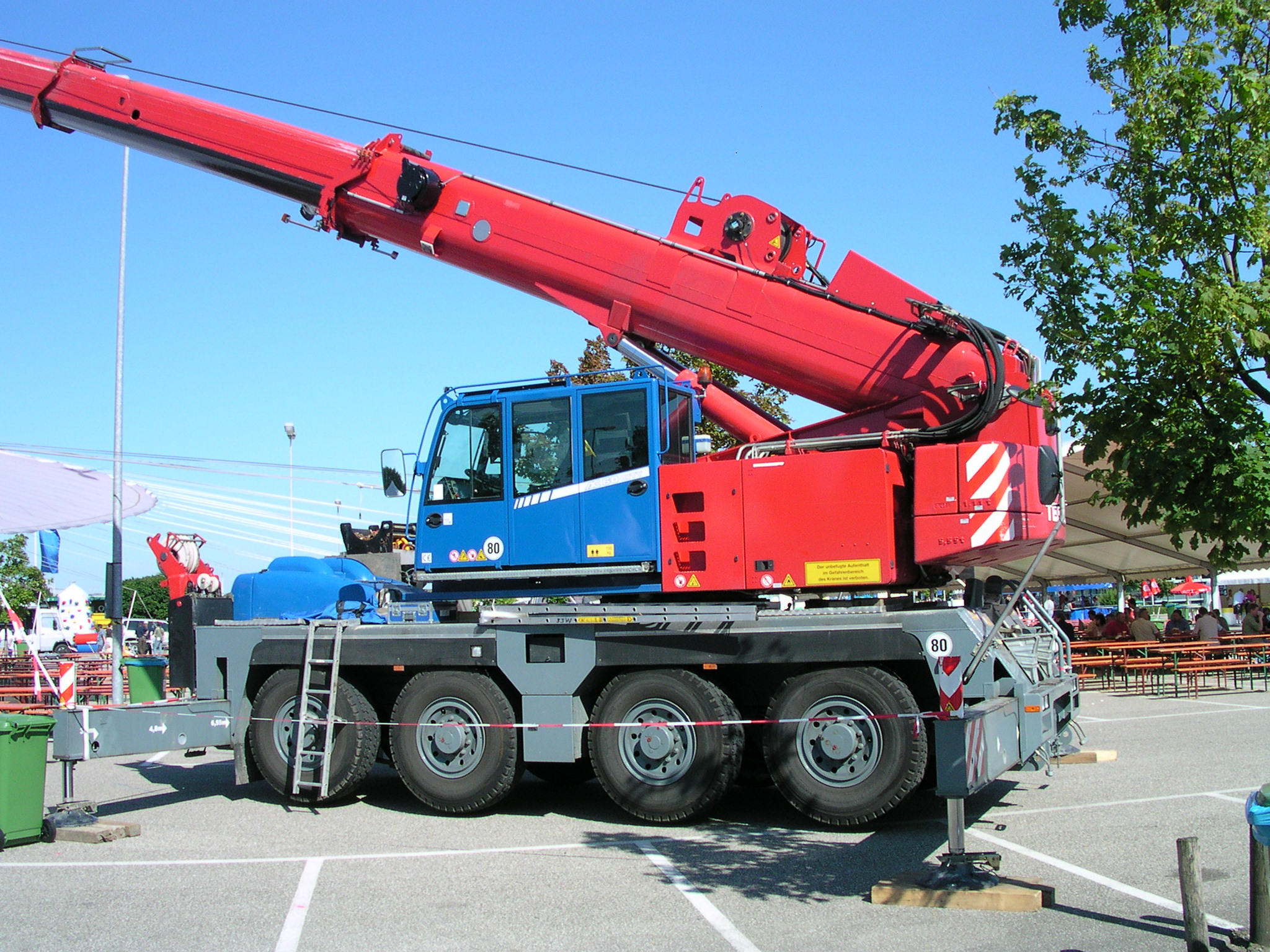
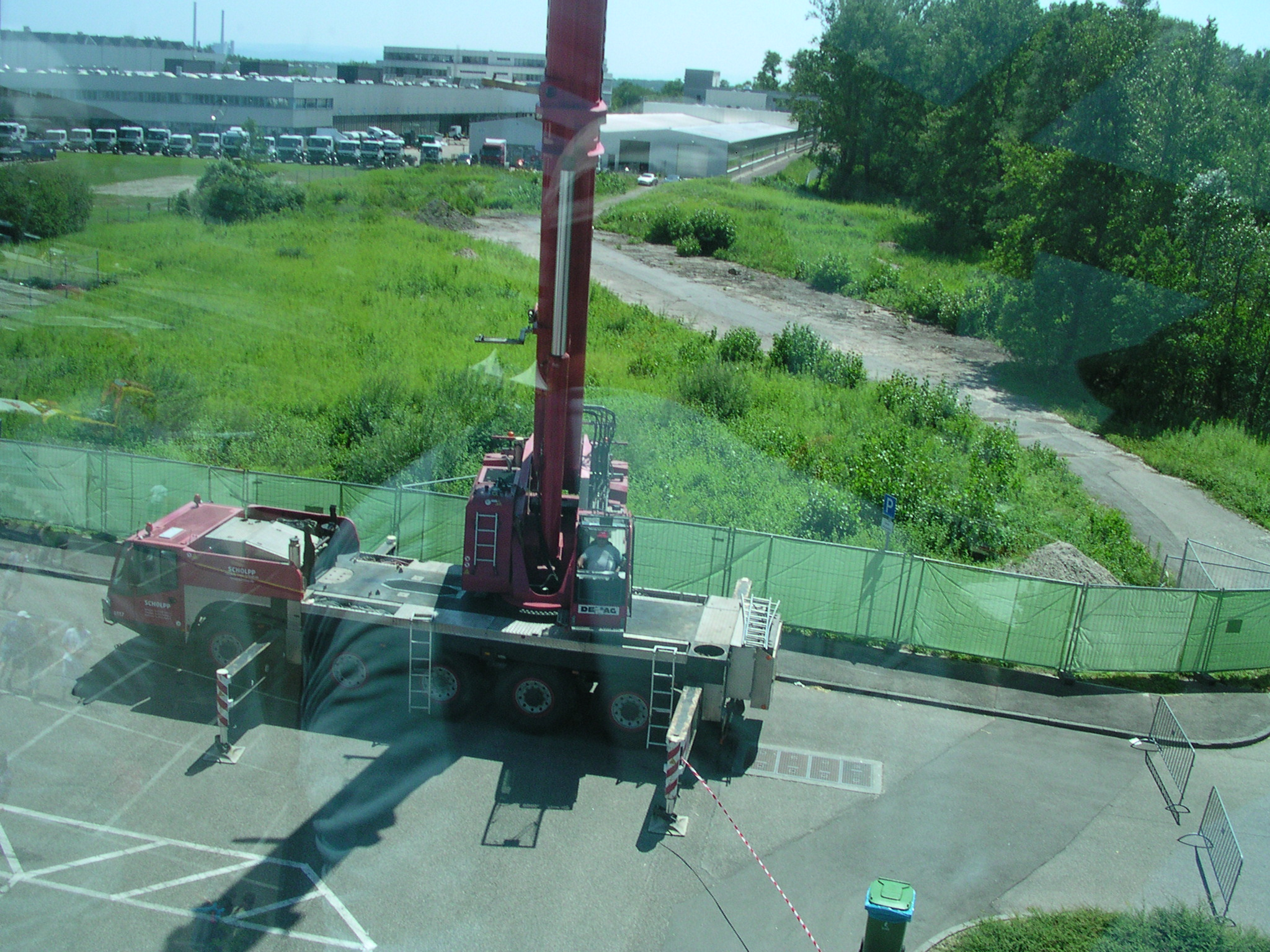
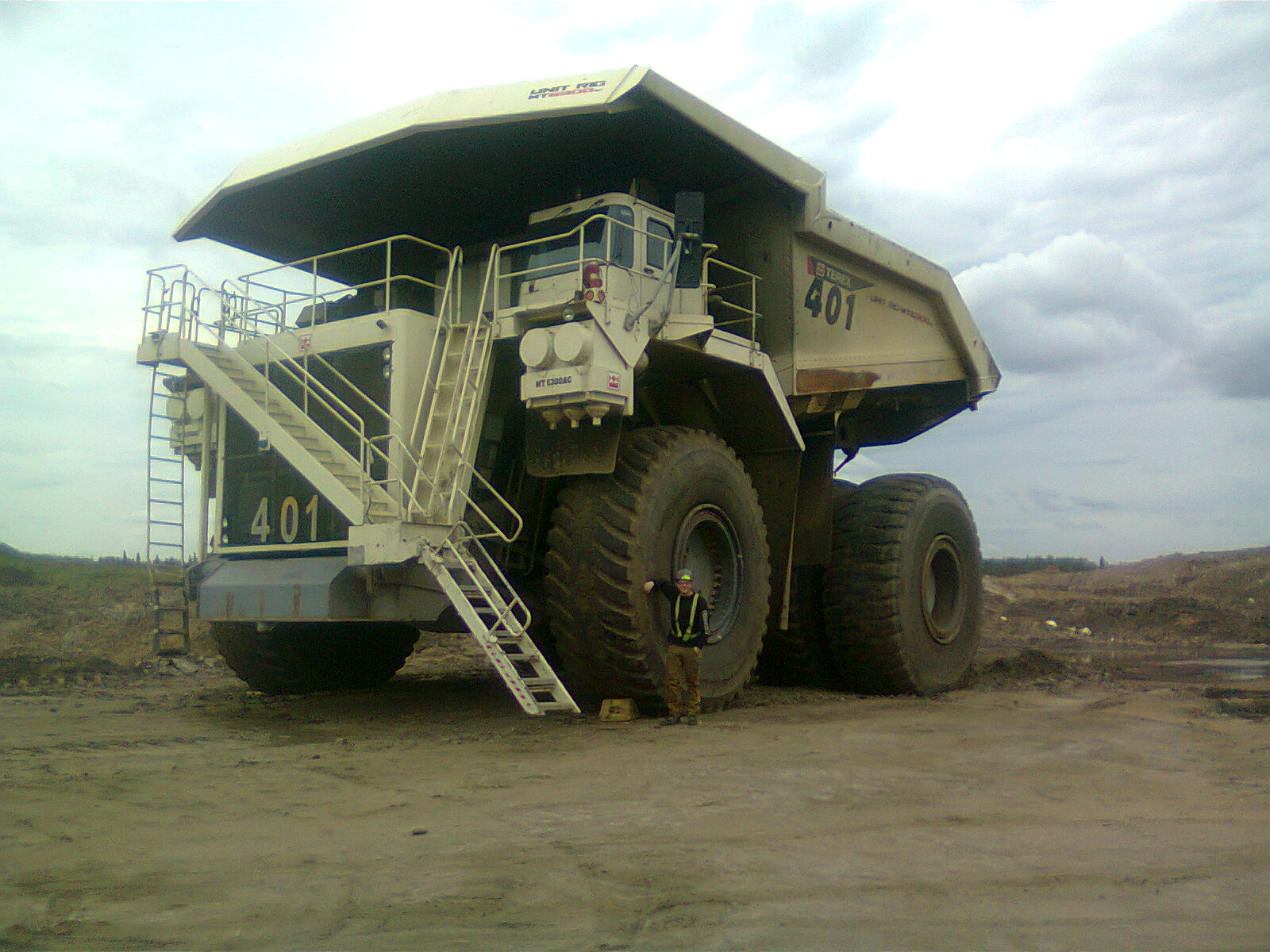